# BHLH
bHLH یا مارپیچ-حلقه-مارپیچ قلیایی (انگلیسی: Basic helix-loop-helix) یک موتیف ساختاری مهم در پروتئین‌هاست که مشخصهٔ گروه بزرگی از فاکتورهای رونویسی دایمریزه‌کننده هستند. این موتیف‌ها را نباید با HTH اشتباه گرفت.
این موتیف از دو مارپیچ آلفا تشکیل شده که توسط یک حلقه به هم وصل شده‌اند. معمولاً فاکتورهای رونویسی که حاوی این موتیف هستند، دایمریک بوده و هر مارپیچ دارای اسید آمینه‌هایی قلیایی هستند که اتصال به دی‌ان‌ای را تسهیل می‌کنند.